# Корытово (Псков)
Корытово — пригородный микрорайон в черте города Пскова, на юго-востоке Завеличья близ побережья реки Великой. Бывший посёлок Корытово (Корытовская лесная дача). С центром города связан автобусным маршрутом № 8 и 8А.
Большую часть составляет сосновый бор, в честь чего и названа одна из основных улиц (Сосновая). Основная дорога, соединяющая Корытово с центром города — улица Яна Райниса (бывшая (до 1964 года) Ново-Корытовская улица).
Численность населения Корытово составляет около 1,9 тысяч человек (включая соседние деревни Усановка и Орлецы, 2011).
В Корытово расположена лыжная база «Сосенка» (ул. Сосновая, д. 40).
В честь бывшего посёлка в черте города в 1951 году появилось Корытовское шоссе (рядом позже также и 2-е Корытовское шоссе) в соседнем посёлке Бутырки, включённого в состав Пскова в 1962 году.